# Pseudanos winterbottomi
Pseudanos winterbottomi es una especie de peces de la familia Anostomidae en el orden de los Characiformes.

## Morfología
Los machos pueden llegar alcanzar los 15,2 cm de longitud total.
- Número de  vértebras: 38-44.[1][2]

## Hábitat
Es un pez de agua dulce y de clima tropical.

## Distribución geográfica
Se encuentran en Sudamérica:  cuencas de los ríos Tapajós (Brasil) y Orinoco, incluyendo los ríos Casiquiare , Cinaruco,  San Bartolo y Ventuari.